# Butawd Henryk

Słupy Giedymina herb rodu Giedyminowiczów.

Butawd Henryk, lit. Butautas (ur. ok. 1346/1347, zm. 7 maja 1380 w Pradze) – najstarszy syn wielkiego księcia litewskiego Kiejstuta i jego żony Biruty.

## Życiorys
Butawd Henryk posiadał ziemię w Drohiczynie na Podlasiu. W 1365, wracając z wyprawy wojennej przybył do Królewca, gdzie w dniu św. Jakuba Apostoła przyjął chrzest pod imieniem Henryk. Po przyjęciu chrztu z rąk Krzyżaków, Butawd udał się do Pragi na dwór cesarza Karola IV, gdzie spędził resztę życia. Przypuszcza się, że powodem ucieczki Henryka z Litwy była chęć osiągnięcia władzy przy pomocy Krzyżaków. Ostatnia wzmianka na temat księcia pochodzi z lutego 1381, kiedy jego syn Wajduta postanowił dołączyć do ojca i zbiegł spod opieki swego dziada Kiejstuta.
Butawd Henryk został pochowany w kościele augustianów w Pradze, o czym świadczy darowizna brata księcia, Witolda na rzecz tegoż kościoła w 1413. Z nieznanej bliżej małżonki, prawdopodobnie wybranej Butawdowi przez ojca, pozostawił syna Wajdutę Jana, kustosza i kanonika krakowskiego.